# Caldo michi
El caldo michi es una sopa mexicana de pescado cocido en su jugo, originaria de La Barca, Jalisco, en particular de la ciénega del lago de Chapala, aunque podría pensarse que el nombre proviene del estado de Michoacán, es del vocablo náhuatl michi que significa pescado. Esta receta está actualmente también difundida en Colima y Michoacán.
Se prepara con pescado de agua dulce, casi siempre bagre pero en ocasiones carpa y tilapia, así como verduras cocidas (chayote, papa, calabacita, jitomate, tomate verde, entre otros) chile serrano y chipotle, sazonándose el platillo con sal y limón al gusto. Adicionalmente, las verduras se pueden freír un poco antes de cocerlas.
Esta receta puede hallarse en fondas y restaurantes de Guadalajara, Jalisco, así como en las poblaciones de la rivera del lago de Chapala.
- Datos: Q5739906